# 让·朱尔斯·朱塞兰德
让·朱尔斯·朱塞兰德（1855年2月18日—1932年7月18日）是一位法国作家、历史学家和外交官，第一次世界大战期间任法国驻美大使，主要作品有获得1917年普利策历史奖的《过去和现在的美国人》（With Americans of Past and Present Days）等。